# Wasserwerk Hinkelstein

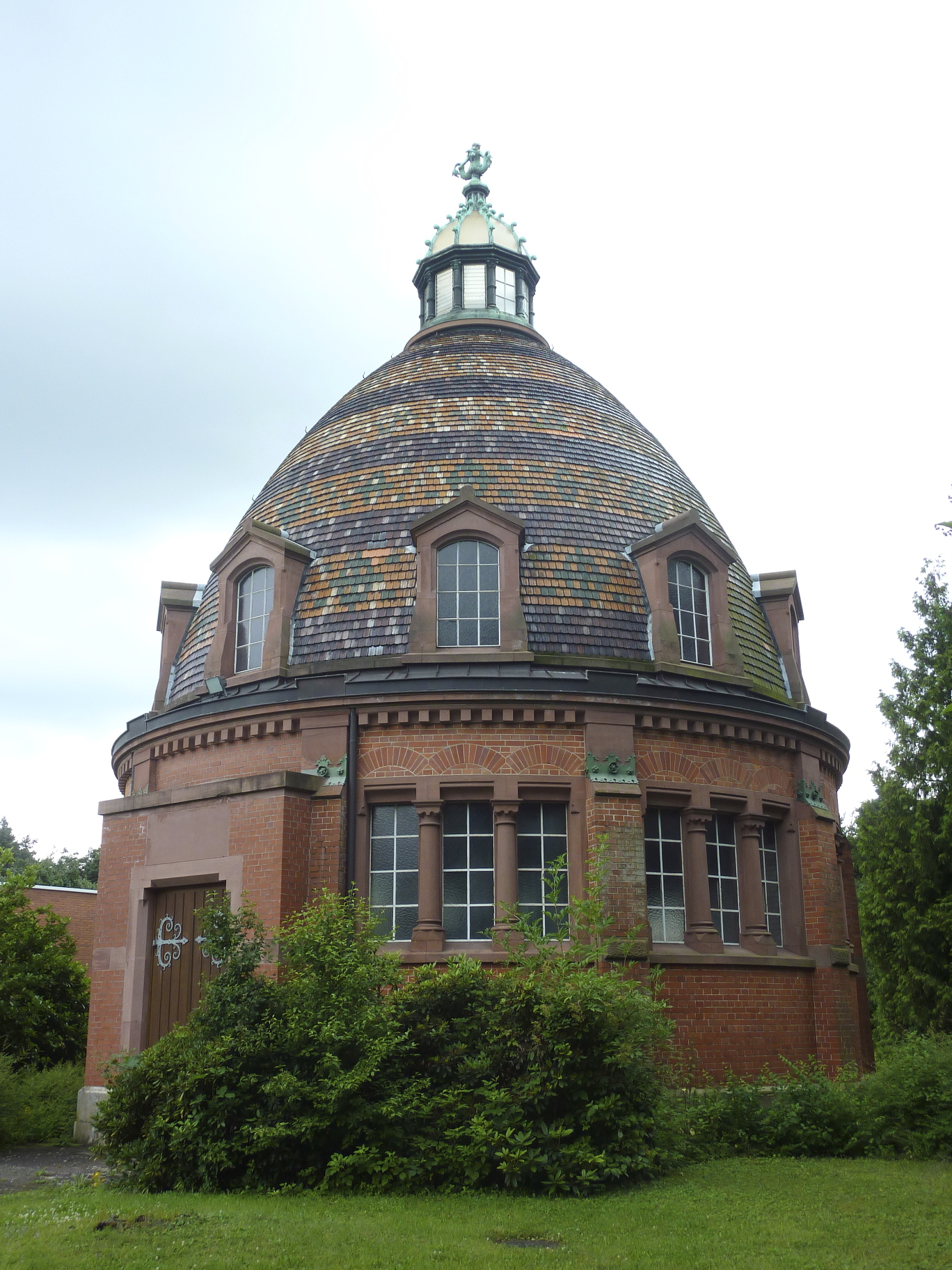
Denkmalgeschützte Maschinenhalle des Wasserwerks Hinkelstein

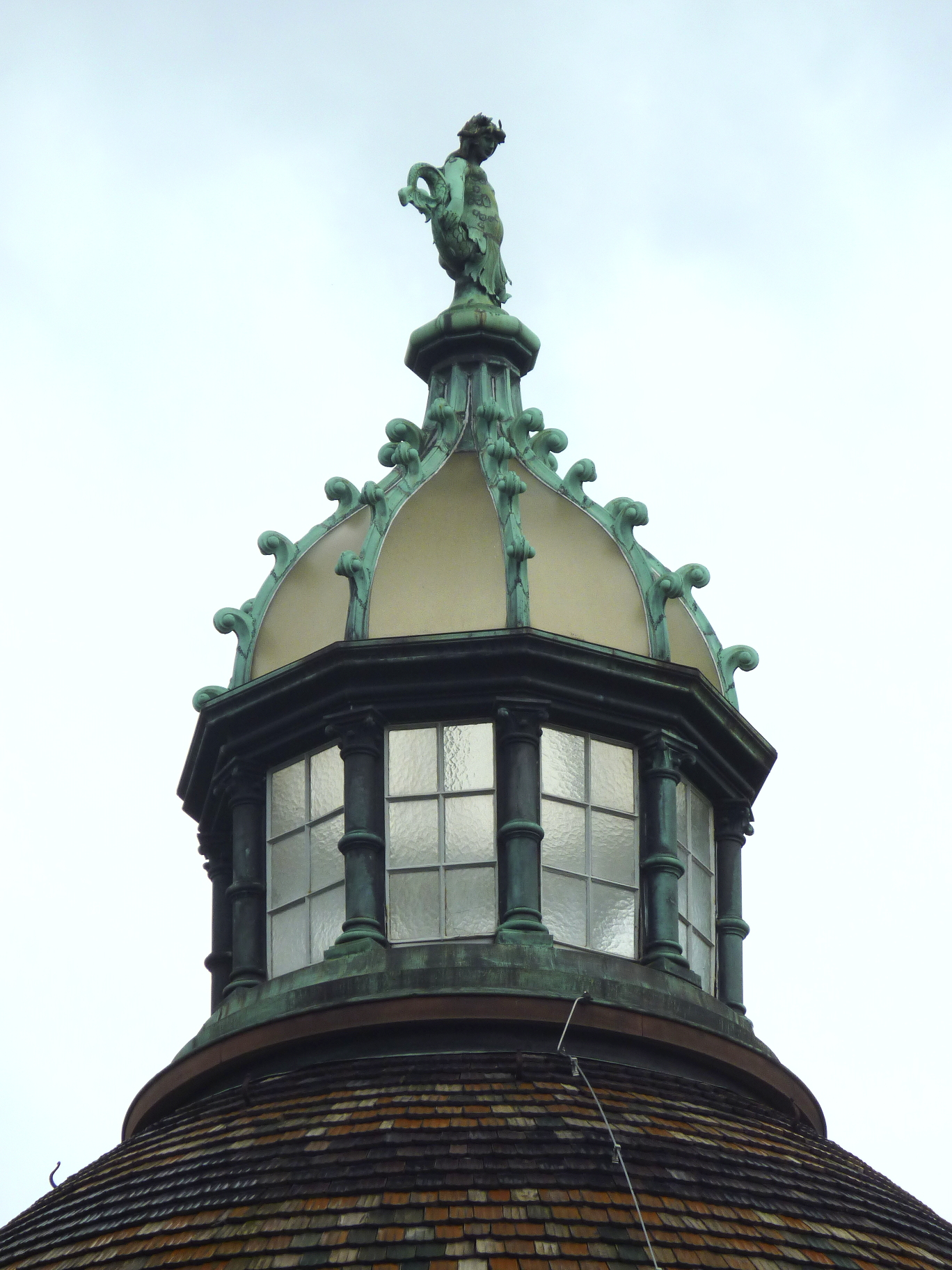
Gusseiserne Laterne der Maschinenhalle mit kupferner Nixenfigur

Das Wasserwerk Hinkelstein ist eine Förderanlage für Grundwasser in Frankfurt am Main. Es entstand zwischen 1890 und 1893 als dritte und größte Grundwassererfassungsanlage im Frankfurter Stadtwald unter Leitung des Stadtbaurats William Heerlein Lindley und ging 1894 in Betrieb. 1924 und 1964 wurden die Brunnenanlagen erneuert. Seit 2001 werden die Anlagen von der Hessenwasser GmbH & Co. KG betrieben. Das Wasserwerk Hinkelstein fördert mit 10 zwischen 66 und 143 Meter tiefen Brunnen etwa 18.000 Kubikmeter täglich. Von der ursprünglichen Anlage ist nur das denkmalgeschützte Maschinenhaus erhalten. Es gehört zur Route der Industriekultur Rhein-Main.

## Name
Der Name Hinkelstein ist eine alte Flurbezeichnung. Er geht zurück auf einen großen Menhir am westlichen Ende der Hinkelsteinschneise, die südlich der Mainbahn in Ost-West-Richtung verläuft. Anfang des 19. Jahrhunderts wurde der Menhir zerlegt, um seine Einzelteile als Marksteine im Stadtwald zu verwenden. Das Gebiet um den Hinkelstein lag an der äußersten Westgrenze des Stadtwaldes. Zu seinem Schutz wurde 1731 das Forsthaus Hinkelstein erbaut. Der umliegende Wald, das Hinkelsteinrauschen, bildete einen der fünf Bezirke des Frankfurter Stadtwaldes im Unterwald zwischen dem Forsthaus Unterschweinstiege und Kelsterbach.

## Architektur und Technik
1884 entdeckte der Ingenieur William Heerlein Lindley, der damals das Klärwerk Niederrad baute, ergiebige Grundwasservorkommen im Frankfurter Stadtwald. 1885 entstand das erste Wasserwerk am Oberforsthaus, 1888 das Wasserwerk Goldstein. Beide Anlagen gewannen das Grundwasser in einer Sauganlage aus vielen, in geringem Abstand angeordneten Rohrbrunnen von jeweils 50 Millimetern Durchmesser. Auch für das Wasserwerk Hinkelstein behielt Lindley dieses Konstruktionsprinzip bei. Da der Grundwasserspiegel im Westen des Stadtwaldes erst in einer Tiefe von 13 bis 17 Metern lag, wurde entlang den 210 im Abstand von 10 Metern abgesenkten Brunnen ein begehbarer Kanal im Stollenvortrieb errichtet. Die einzelnen Brunnenrohre bestanden aus 70 Millimeter starkem Kupferrohr, die mit Hilfe eines Futterrohrs 14 Meter tief in die wasserführenden Schichten abgeteuft wurden. Im Kanal verlief ein 300 bis 450 Millimeter weites Saugrohr.
Am Ende des Kanals befand sich ein 15,50 Meter tiefer Schacht mit der darüber errichteten kuppelförmigen Maschinenhalle aus Rotem Mainsandstein. Die Rotunde des Maschinenhauses mit einem Außendurchmesser von 12 Metern und einer lichten Weite von 11,2 Metern ist nach dem Vorbild römischer Architektur gemauert. Die Außenwand des Tambours ist durch 10 Strebepfeiler gegliedert, über deren angedeuteten Kapitellen ein Kranzgesims mit Zahnschnitt-Ornament verläuft. Im Innenraum setzen sich die Strebepfeiler als Konsolen fort. Sie tragen einen eisernen Ringanker, dessen Spannschlösser außen an den Strebepfeilern als blumenförmige Ornamente sichtbar sind. Die Wände zwischen den Strebepfeilern sind mit dreiteiligen, durch Säulen gegliederten neoromanischen Fenstern versehen. Sie geben dem Kuppelbau ein gedrungenes Aussehen. In die Kuppelschale sind 10 Dachgauben mit Rundbogenfenstern und Spitzgiebeln eingelassen, das Dach der Kuppel ist mit glasierten Ziegeln gedeckt. Die Kuppel ist von einer gusseisernen, verglasten Laterne gekrönt, deren Spitze eine aus Kupfer getriebene Figurine einer Nixe bildet. Den Eingang zum Maschinenhaus bildet ein vor die Fassade gerückter Risalit.
Der Schacht der Maschinenhalle nahm die beiden vertikal aufgestellten, durch Verbunddampfmaschinen angetriebenen Kondensationsdampfpumpen zum Betrieb der Saugbrunnenanlage auf. Sie förderten im Durchschnitt anfangs 12.000 Kubikmeter täglich, die sich bald auf 18.000 Kubikmeter steigern ließen. Die Förderhöhe zum Hochbehälter an der Sachsenhäuser Warte betrug 35 Meter. Zur Dampfversorgung der Pumpen dienten zwei im benachbarten Kesselhaus aufgestellte Cornwallkessel mit 8 technischen Atmosphären Überdruck sowie ein Zirkulations-Wasserkessel als Reserve. Neben dem Kesselhaus stand ein 30 Meter hoher Rauchgaskamin von einem Meter lichtem Durchmesser. Das an das Kesselhaus angebaute Kohlelager wurde mit einer Lorenbahn vom Bahnhof Schwanheim an der Mainbahn aus versorgt.
Heute ist von den oberirdischen Anlagen nur das denkmalgeschützte Kuppelhaus erhalten. Ab 1924 wurden die veralteten kleinen Saugbrunnen durch 74 neue Brunnen ersetzt, die wiederum 1974 erneuert wurden. Die heutige Anlage fördert das Grundwasser aus 10 zwischen 66 und 143 Meter tiefen Brunnen. Um den Grundwasserspiegel im Frankfurter Stadtwald konstant zu halten, werden über eine im Jahr 1959 am Niederräder Mainufer errichtete Anlage täglich bis zu 30.000 Kubikmeter Mainwasser in den Boden infiltriert.
In den 1970er Jahren zeigte sich, dass der Grundwasserstrom am Hinkelstein durch den nahegelegenen Frankfurter Flughafen belastet wird. Harnstoffhaltige Enteisungsmittel und Reinigungsmittel, die nicht sorgfältig aufgefangen wurden, belasteten den Boden mit Nitraten und chlorierten Kohlenwasserstoffen. Seit den 1990er Jahren sorgen umfangreiche Sanierungsmaßnahmen am Flughafen in Verbindung mit dem Bau von Aktivkohlefilteranlagen für den Schutz des Wasserwerkes Hinkelstein.